# Dihidrosanguinarina
Dihidrosanguinarina es un alcaloide que se encuentra en la especie Corydalis adunca.